# Galgenberg (Mander)
De Galgenberg (Nedersaksisch: Galgnbearg) is een heuvel in de Twentse gemeente Tubbergen in de Nederlandse provincie Overijssel. De top, gelegen op een hoogte tussen 68 meter en 69,8 meter, ligt even ten noordoosten van Mander, nabij de Mosbeek. In de Middeleeuwen vonden op de top van de heuvel terechtstellingen plaats. De galg boven op de heuvel stond aan de grens van de marke Mander, daar waar thans de grens met Duitsland ligt, om vreemdelingen te waarschuwen voor het geval zij het gebied achter de heuvel met snode plannen zouden betreden. Thans loopt over de Galgenberg de Galgenbergroute, een ongeveer achttien kilometer lange wandelroute die door het natuurreservaat Dal van de Mosbeek, langs het hunebed van Mander en langs de Cirkels van Jannink loopt.
De Galgenberg maakt deel uit van de stuwwal die zich uitstrekt van Ootmarsum tot Uelsen in Duitsland. Andere heuvels van deze stuwwal zijn de Braamberg (76 m) en verder naar het zuidoosten de Kuiperberg (71 m). Het hoogste punt is de net over de grens gelegen Poascheberg (Paasberg) (89 m), niet te verwarren met de Paasberg (80 m) op de stuwwal van Oldenzaal.
Het stuwwalcomplex van Ootmarsum en Uelsen is ontstaan tijdens het Saalien. Het landijs heeft hier de toen bevroren ondergrond, bestaande uit Tertiaire mariene sedimenten en Pleistocene afzettingen, zijdelings weggedrukt en als grote schubben dakpansgewijs op elkaar gestapeld. De Pleistocene afzettingen zijn voor een groot deel door erosie verdwenen, waardoor het Tertiaire materiaal tegenwoordig aan of nabij het oppervlak voorkomt. De stuwwal is in het landschap herkenbaar als hoge en lagere heuvelcomplexen en worden versneden door enkele goed ontwikkelde dalen. Het complex is gaaf van vorm en zeer representatief voor het glaciale landschap in Nederland en daarmee geologisch en geomorfologisch van grote waarde is. Door de provincie Overijssel is de Galgenberg aangemerkt als aardkundig monument.